# حمله به مرس الکبیر

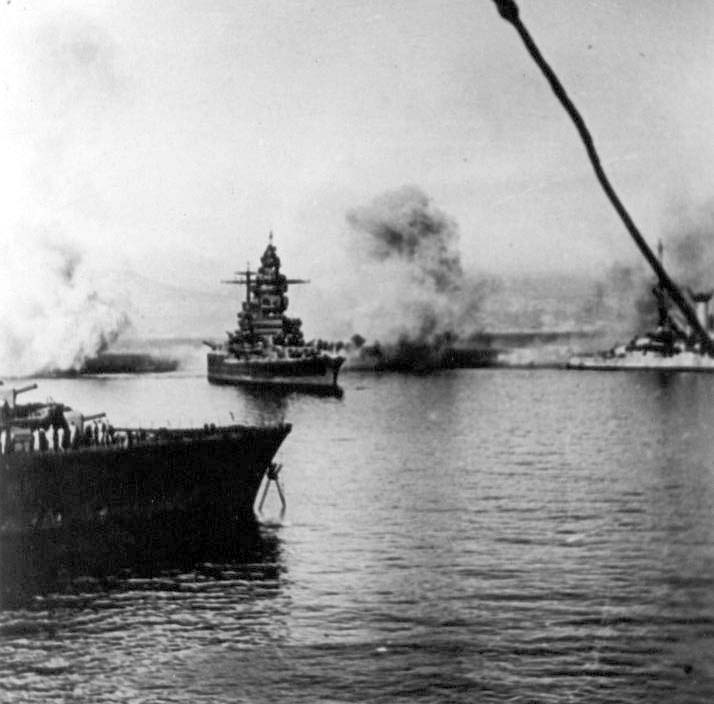
نبردناو استراسبورگ زیر آتش نیروی دریایی بریتانیا.

حمله به مرس الکبیر (نبرد مرس الکبیر) در ۳ ژوئیه ۱۹۴۰ و در جریان جنگ جهانی دوم، حملهٔ دریایی بریتانیا به کشتی‌های نیروی دریایی فرانسه در پایگاه دریایی مرسی کبیر، واقع در وهران در سواحل الجزایر فرانسه بود. این حمله بخش اصلی عملیات منجنیق بود که از سوی بریتانیا طراحی شده بود و هدف آن ازکارانداختن یا نابودکردن کشتی‌های فرانسوی و پیشگیری از افتادن آن‌ها به دست آلمان نازی، پس از شکست متفقین در نبرد فرانسه، بود. در بمباران این پایگاه به‌دست بریتانیا، ۱۲۹۷ نیروی نظامی فرانسه کشته شدند، یک کشتی جنگی غرق شد و پنج کشتی دیگر آسیب دیدند. در جبههٔ بریتانیا، پنج هواپیما ساقط و دو نفر خدمه کشته شدند.
پس از امضای قرارداد ترک مخاصمه ۲۲ ژوئن ۱۹۴۰ بین فرانسه با آلمان و ایتالیا که در ۲۵ ژوئن اجرایی شد، نیروی دریایی بریتانیا تصمیم گرفت از طریق هوا و دریا به مرس الکبیر حمله کند. کشتی‌هایی که در این حمله برای بریتانیا اهمیت بالایی داشتند پنج ناو جنگی در کلاس برتاین و ریشیلیو، و دو ناو جنگی تندرو در کلاس دانکرک بودند که پس از ناوگان نیروی دریایی بریتانیا، بزرگ‌ترین ناوگان کشتی‌های پایگاه در اروپا محسوب می‌شدند و کابینهٔ جنگ بریتانیا بیم داشت که این کشتی‌ها به دست نیروهای محور بیفتد. دریاسالار فرانسوا دارلان، فرمانده نیروی دریایی فرانسه، به بریتانیا اطمینان داد که حتی پس از امضای آتش‌بس فرانسه با آلمان و ایتالیا، ناوگان دریایی فرانسه تحت کنترل این کشور باقی خواهد ماند اما قضاوت وینستون چرچیل و کابینهٔ جنگ او این بود که خطر بسیار جدی است.
حملهٔ بریتانیا، در فرانسه تقریبا به طور کامل محکوم شد و باعث شد سال‌ها رنجش و خشم نسبت به آنچه که خیانتِ متحد سابق آن‌ها تلقی می‌شد، در فرانسه وجود داشته باشد. فرانسوی‌ها فکر می‌کردند که تضمین‌های آن‌ها شرافتمندانه و محترم بوده و قاعدتا باید برای بریتانیا کفایت می‌کرده است. مارشال فیلیپ پتن که در ۱۶ ژوئن به عنوان نخست‌وزیر فرانسه منصوب شده بود، روابط دیپلماتیک فرانسه با بریتانیا را در ۸ ژوئیه ۱۹۴۰ قطع کرد. فردای آن روز، نمایندگان مجلس ملی فرانسه در ویشی گرد‌هم آمدند و به تجدیدنظر در قانون اساسی رأی دادند و به این وسیله به جمهوری سوم فرانسه پایان دادند. پتن با اختیارات کامل به عنوان رهبر دولت جدید فرانسه منصوب شد.
به تلافی این حمله، هواپیماهای فرانسوی جبل‌الطارق را بمباران کردند و کشتی‌های فرانسوی چندین بار دست به تبادل آتش با کشتی‌های انگلیسی زدند تا آن‌که بالاخره آتش‌بس ضمنی در غرب مدیترانه برقرار شد. در ۲۷ نوامبر ۱۹۴۲، پس از آغاز عملیات مشعل و حملهٔ متفقین به مستعمرات فرانسه در شمال آفریقا، نیروی دریایی فرانسه مورد آنتون (عملیات آلمان و ایتالیا برای تصرف کشتی‌های نیروی دریایی فرانسه در تولون) را خلع سلاح و بدنهٔ کشتی‌های فرانسوی را سوراخ کردند.

## پیشینه
پس از سقوط فرانسه در ۱۹۴۰ و امضای قرارداد ترک مخاصمه بین فرانسه و آلمان نازی، کابینهٔ جنگ بریتانیا از افتادن ناوگان دریایی فرانسه به دست آلمان بیمناک بود. ادغام نیروی دریایی فرانسه و آلمان می‌توانست تعادل قوا در دریا را به‌کلی بر هم بزند و واردات بریتانیا از طریق اقیانوس اطلس و ارتباطات این کشور با سایر نقاط امپراتوری بریتانیا را مختل کند. در بند دوم از مادهٔ ۸ قرارداد ترک مخاصمه آمده بود که دولت آلمان به‌هیچ‌وجه قصد ندارد در جریان مذاکرات صلح درخواستی درخصوص ناوگان دریایی فرانسه مطرح کند و در قرارداد ترک مخاصمهٔ فرانسه با ایتالیا هم مفاد مشابهی ذکر شده بود اما بریتانیا این را تضمین کافی برای پیشگیری از افتادن ناوگان فرانسه به دست آلمان قلمداد نمی‌کرد. در ۲۴ ژوئن ۱۹۴۰، دریاسالار فرانسوا دارلان به چرچیل اطمینان داد که چنین اتفاقی نخواهد افتاد. چرچیل دستور داد رسما از نیروی دریایی فرانسه خواسته شود که یا ناوگان این کشور به نیروی دریایی بریتانیا ملحق شود یا کشتی‌ها را به نحوی خلع سلاح کنند که افتادن کشتی‌ها به دست نیروهای محور منتفی شود.

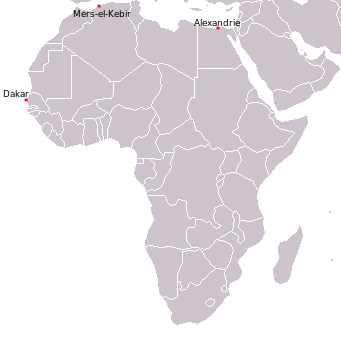
کشتی‌های فرانسوی مستقر در شمال آفریقا، ژوئن ۱۹۴۰.

به پیشنهاد ایتالیا، شرایط قرارداد ترک مخاصمه با فرانسه اصلاح شد که به موجب آن، کشتی‌های فرانسوی موقتا اجازه پیدا کردند در بندرهای شمال آفریقا بمانند. بنابراین ممکن بود که این کشتی‌ها به تصرف نیروهایی ایتالیا از لیبی دربیایند. بریتانیا تصمیم گرفت احتیاط پیش بگیرد و عملیات منجنیق را برای دفع خطر ناوگان فرانسه در اواسط ژوئن طراحی کرد. در این مقطع روشن شده بود که مارشال فیلیپ پتن در حال تشکیل دولت برای پایان‌دادن به جنگ است و این احتمال وجود داشت که ناوگان فرانسه به تصرف آلمان درآید. چرچیل در سخنرانی‌ای در پارلمان بریتانیا یکبار دیگر تکرار کرد که قرارداد ترک مخاصمه، خیانت به توافق متفقین مبنی بر عدم صلح جداگانه با دشمن است و مفاد آن هیچ تضمین معتبری به دست نمی‌دهد و ممکن است هر لحظه نقض شود.
ناوگان دریایی فرانسه در نبرد فرانسه شرکت چندانی نداشت و تقریبا کاملا سالم مانده بود. از نظر تُناژ، حدود ۴۰ درصد ناوگان این کشور در تولون (در نزدیکی مارسی)، ۴۰ درصد در شمال آفریقا و ۲۰ درصد در اسکندریه (تحت کنترل بریتانیا) و هند غربی فرانسه مستقر بودند. هرچند چرچیل می‌ترسید که ناوگان فرانسه از سوی نیروهای محور استفاده شود، اما مدیریت، حفاظت و تسلیح کشتی‌های فرانسوی مستلزم تجهیزاتی بود که با تجهیزات آلمانی و ایتالیایی مطابقت نداشت و لذا این احتمال را بعید می‌کرد.
کریگسمارینه (نیروی دریایی آلمان نازی) و بنیتو موسولینی پیشنهادهایی دربارهٔ تصرف ناوگان فرانسه مطرح کردند اما آدولف هیتلر می‌ترسید که تلاش برای تصرف این کشتی‌ها، ناوگان فرانسه را تحریک کرده و بار دیگر به دامان بریتانیا بیندازد. هم چرچیل و هم هیتلر، ناوگان فرانسه را یک تهدید بالقوه می‌دیدند. رهبران فرانسه از ناوگان دریایی (و احتمال پیوستن دوبارهٔ آن به متفقین) به عنوان ابزار چانه‌زنی علیه آلمانی‌ها و برای بیرون نگه‌داشتن آنها از بخش‌های اشغال‌نشدهٔ فرانسه (منطقهٔ آزاد) و مستعمرات فرانسه در شمال آفریقا استفاده می‌کردند. قرارداد ترک مخاصمه مشروط به حق فرانسه برای مدیریت کشتی‌های خود بود و دریاسالار فرانسوا دارلان، فرمانده نیروی دریایی فرانسه، به ناوگان مستقر در اقیانوس اطلس دستور داده بود که به تولون رفته و نیروهای خود را مرخص کنند، و اگر آلمانی‌ها تلاشی برای تصرف ناوگان کردند، بدنهٔ کشتی‌ها را سوراخ کنند.

### مذاکرات فرانسه و بریتانیا
بریتانیا تلاش کرد مقامات فرانسه در شمال آفریقا را متقاعد کند که یا به جنگ ادامه بدهند یا ناوگان دریایی خود را تحت کنترل بریتانیا دربیاورند. یک دریاسالار بریتانیایی در ۲۴ ژوئن به وهران رفت و داف کوپر (وزیر اطلاعات بریتانیا) هم در ۲۷ ژوئن برای مذاکره به کازابلانکا سفر کرد. بندرهای فرانسوی در اقیانوس اطلس به دست آلمان افتاده بود و بریتانیا نیاز داشت که اولا ناوگان آلمان را بیرون از مدیترانه نگه دارد، ثانیا ناوگان ایتالیا را به منطقهٔ مدیترانه محدود کند، و ثالثا بندرهایی را که هنوز تحت کنترل فرانسه بود محاصره کند. نیروی دریایی بریتانیا به قدر کافی کشتی نداشت که هم پایگاه‌های فرانسه در شمال آفریقا را محاصره کند و هم راه‌های دریایی اقیانوس اطلس را باز نگه دارد، و همین موضوع باعث می‌شد خطر تصرف ناوگان دریایی فرانسه توسط آلمان و ایتالیا، بزرگ و جدی باشد. از آنجا که ناوگان فرانسه در تولون تحت نگهبانی کامل توپخانهٔ ساحلی بود، نیروی دریایی بریتانیا تصمیم گرفت به پایگاه فرانسه در شمال آفریقا حمله کند.

## ضرب‌الاجل بریتانیا به فرانسه

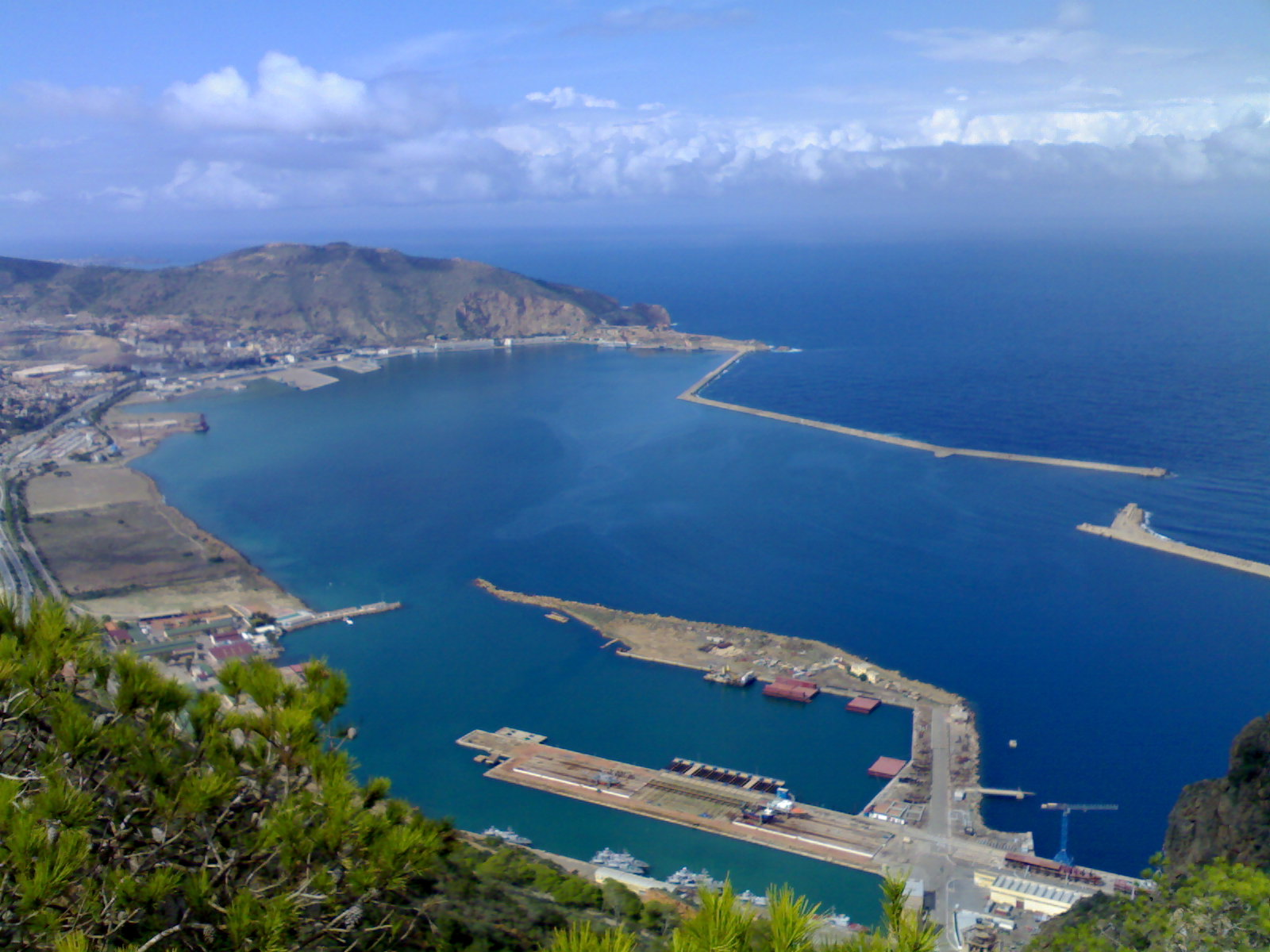
نمای جدید از بندر واقع در مرس‌الکبیر.

قدرتمندترین کشتی‌های جنگی فرانسه در منطقهٔ مرس‌الکبیر الجزایر مستقر بودند از جمله کشتی‌های جنگی قدیمی پروانس و برتاین، کشتی‌های جنگی دانکرک و استراسبورگ در اسکادران جدید Force de Raid، یک کشتی هواگرد آبنشین به نام Commandant Teste، شش ناوشکن و یک ناوچهٔ توپدار از کلاس Rigault de Genouilly، تحت فرماندهی دریاسالار مارسل برونو جنسول. دریاسالار جیمز سامرویل، فرمانده «نیروی H» در نیروی دریایی بریتانیا که در جبل‌الطارق مستقر بود، دستور گرفت به فرانسوی‌ها ضرب‌الاجلی بدهد که مفاد آن برخلاف مفاد قرارداد ترک مخاصمه بین فرانسه و آلمان بود. سامرویل وظیفهٔ ابلاغ ضرب‌الاجل را به کاپیتان سدریک اولاند، فرمانده ناو HMS Ark Royal محول کرد که به زبان فرانسه مسلط بود. در جریان مذاکرات روشن شد که رسیدن به توافق بعید است. فرانسوی‌ها تمهیداتی اندیشیدند و ۴۲ هواپیما را تجدید سلاح و برای پرواز آماده کردند. دریاسالار فرانسوا دارلان، فرمانده نیروی دریایی فرانسه، روز ۳ ژوئیه در خانه بود و نتوانستند با او تماس بگیرند؛ و جنسول به دولت فرانسه اطلاع داد که گزینه‌های پیش روی فرانسه، توقیف ناوگان این کشور یا بازگشت به جنگ با آلمان است اما گزینهٔ انتقال ناوگان به هند غربی فرانسه را حذف کرد. دارلان به جنسول دستور داده بود که در صورت تلاش یک قدرت خارجی برای تصرف کشتی‌های فرانسه، ناوگان را به آب‌های ایالات متحده آمریکا منتقل کنند.

## عملیات منجنیق

### پلیموث و اسکندریه

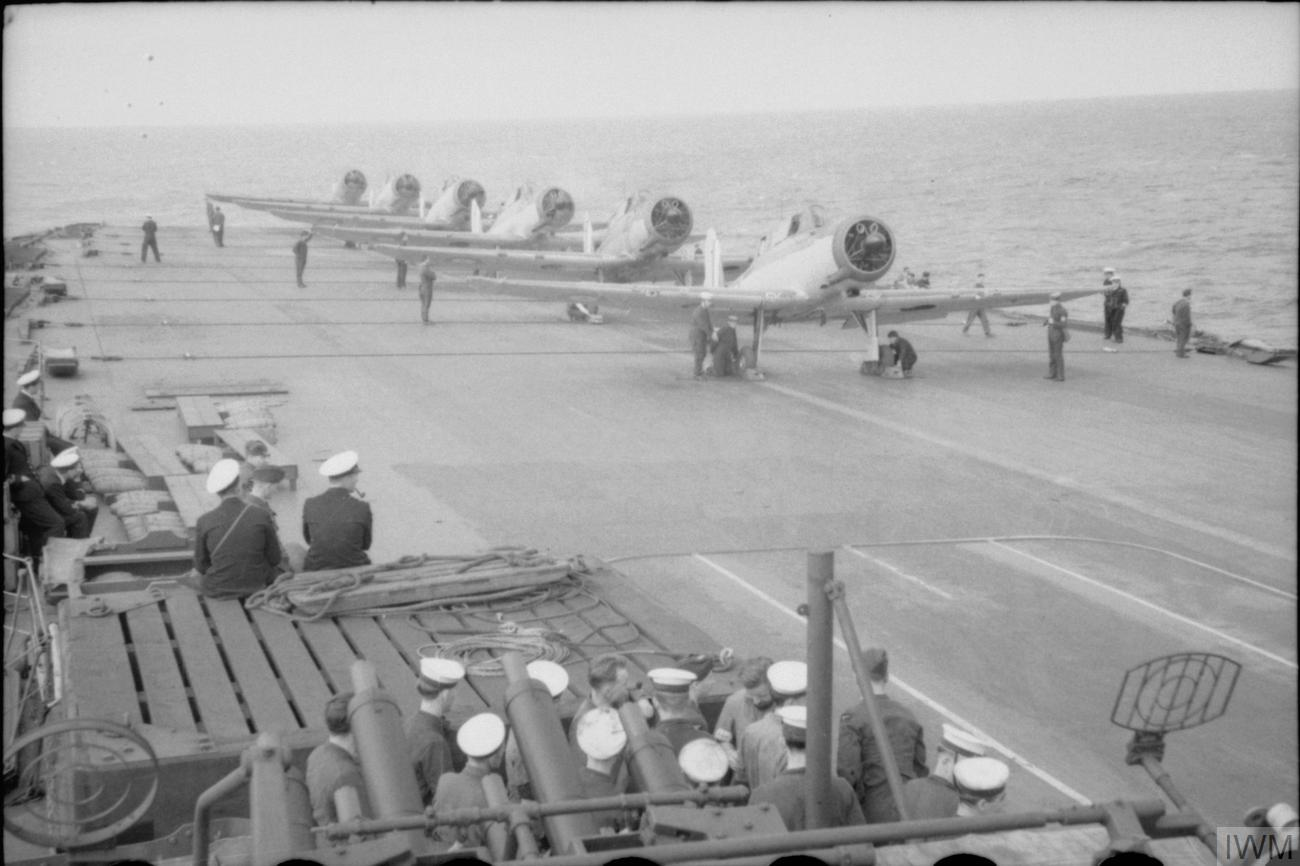
جنگنده‌های بلک‌برن اسکوا متعلق به اسکادران شمارهٔ ۸۰۰ نیروی هوایی بریتانیا، در حال آماده‌شدن برای برخاست از ناو هواپیمابر آرک رویال

علاوه بر کشتی‌های فرانسوی که در مناطق شهری مستقر بودند، برخی از کشتی‌های فرانسه به بندرهای بریتانیا یا اسکندریه رفته بودند. هدف از عملیات منجنیق، درآوردن این کشتی‌ها تحت کنترل بریتانیا یا نابودکردن آنها بود. کشتی‌های فرانسوی مستقر در پلیموث و پورتسموث هم در شب ۳ ژوئیه ۱۹۴۰ بدون هشدار به تسخیر نیروهای بریتانیا درآمدند. زیردریایی سورکوف که بزرگ‌ترین زیردریایی جهان در زمان خود بود و از ژوئن ۱۹۴۰ در پلیموث پهلو گرفته بود نیز مورد تهاجم نیروهای بریتانیا قرار گرفت. خدمهٔ این زیردریایی در برابر نیروهای بریتانیا مقاومت کردند که منجر به کشته‌شدن سه نفر از نیروی دریایی بریتانیا از جمله دو افسر، و یک سرباز نیروی دریایی فرانسه شد. کشتی‌های فرانسوی دیگری که به تصرف بریتانیا درآمدند عبارت بودند از دو کشتی جنگی قدیمی به نام‌های پاریس و کوربت، ناوشکن‌های Le Triomphant و Léopard، هشت قایق اژدرافکن، پنج زیردریایی و تعدادی کشتی کوچک‌تر. اسکادران فرانسوی مستفر در اسکندریه (به فرماندهی دریاسالار رنه امیل گودفروی) مشتمل بر کشتی جنگی Lorraine، ناو سنگین Suffren و سه ناو سبک مدرن، بنا به توافق محلی خلع سلاح شدند.

### حمله به مرس‌الکبیر

نمودار حملهٔ بریتانیا به مرس‌الکبیر.

نیروهای بریتانیا در این حمله متشکل از رزم‌ناو هود، رزم‌ناو ولیانت، رزم‌ناو رزولوشن، ناو هواپیمابر آرک رویال همراه با اسکورت چند ناو و ناوشکن بود. مزیت بریتانیا در این بود که جای مانور داشت در حالی که کشتی‌های فرانسه در یک بندر کم‌عمق لنگر انداخته بودند و خدمهٔ آنها هم انتظار حمله را نداشتند. تسلیحات اصلی نبردناو دانکرک و نبردناو استراسبورگ در سینهٔ کشتی مستقر شده بود و امکان انتقال فوری آنها به جلوی کشتی وجود نداشت. کشتی‌های پایگاه بریتانیا مجهز به ۱۵ مسلسل بوده و آتش جانبی سنگین‌تری از نبردناوهای فرانسوی داشتند. در ۳ ژوئیه ۱۹۴۰، قبل از آنکه مذاکرات دو کشور رسما پایان بگیرد، شش هواگرد سوردفیش بریتانیا با اسکورت سه جنگندهٔ بلک‌برن اسکوا که از ناو هواپیمابر آرک رویال برخاسته بودند، در خروجی بندر مین‌های مغناطیسی انداختند. پنج هواگرد کورتیس پی-۳۶ هاوک فرانسه راه را بر نیروهای بریتانیا بستند و یک جنگندهٔ بلک‌برن بریتانیا ساقط شد و به دریا افتاد. دو نفر خدمهٔ این جنگنده کشته شدند و این تنها تلفات بریتانیا در این عملیات بود.
به نبردناوهای فرانسه که در الجزیره و تولون مستقر بودند دستور داده شد که برای پشتیبانی به راه بیفتند اما به‌موقع به مرس‌الکبیر نرسیدند. در ساعت ۰۵:۵۴ بعدازظهر، چرچیل به کشتی‌های بریتانیا دستور داد که آتش بگشایند و بریتانیا گلوله‌باران را از ۱۶ کیلومتری شروع کرد. سومین گلوله‌باران به هدف اصابت کرد و یک انبار مهمات در عرشهٔ نبردناو برتاین منفجر شد. این نبردناو با ۹۷۷ نفر خدمه، در ساعت ۰۶:۰۹ بعدازظهر غرق شد. پس از ۳۰ نوبت گلوله‌باران، کشتی‌های فرانسوی دست از شلیک برداشتند. نیروهای بریتانیا برای اجتناب از آتش سنگرهای ساحلی فرانسه تغییر مسیر دادند اما نبردناوهای پروانس و دانکرک، ناوشکن موگادور و دو ناوشکن دیگر آسیب دیده و به گل نشستند. ۴ هواگرد ام.اس. ۴۰۶ فرانسه از راه رسیدند که تعدادشان از جنگنده‌های بلک‌برن بریتانیا بیشتر بود. ۹ جنگندهٔ فرانسوی دیگر هم در ساعت ۰۷:۱۰ بعدازظهر وارد شدند و نبرد سختی درگرفت که در جریان آن یک هواگرد کورتیس پی-۳۶ هاوک و یک هواگرد ام.اس. ۴۰۶ آسیب دیدند. سه هواگرد کورتیس پی-۳۶ هاوک دیگر وارد شدند و مجددا درگیری ایجاد شد.

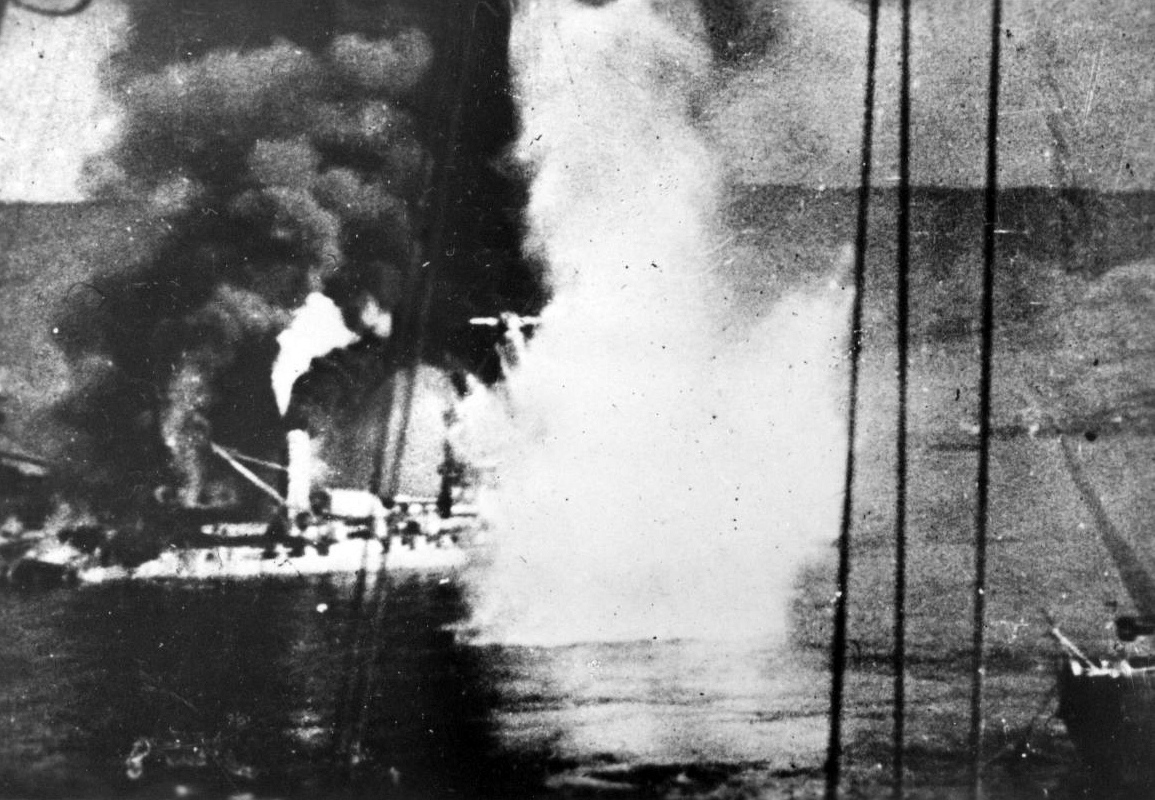
نبردناو برتاین در حال سوختن و همچنان زیر آتش است.

نبردناو استراسبورگ، سه ناوشکن و یک ناوچهٔ توپدار فرانسه موفق شدند از مین‌های مغناطیسی عبور کنند و زیر بمباران هواگرد سوردفیش بریتانیا، به آب‌های آزاد بگریزند. کشتی‌های فرانسوی با آتش ضدهوایی پاسخ دادند و دو سوردفیش را سرنگون کردند. خدمهٔ این دو هواگرد توسط ناوشکن اچ‌ام‌اس رستلر نجات یافتند. یک قایق پرندهٔ فرانسوی نیز یکی از ناوشکن‌های بریتانیایی را بمباران کرد. بمباران بریتانیا اثر چندانی نداشت و در ساعت ۰۶:۴۳ بعدازظهر، دریاسالار سامرویل به کشتی‌هایش دستور تعقیب داد و ناوهای سبک اچ‌ام‌اس آرثوسا و اچ‌ام‌اس انترپرایز با یک ناوچهٔ توپدار فرانسوی درگیر شدند. در ساعت ۰۸:۲۰ بعدازظهر، سامرویل دستور به توقف تعقیب داد چون احساس می‌کرد کشتی‌ها به قدر کافی آمادهٔ درگیری شبانه نیستند. پس از یک حملهٔ ناموفق دیگر توسط هواگرد سوردفیش، نبردناو استراسبورگ در ۴ ژوئیه به تولون رسید.
ناوچهٔ توپدار Rigault de Genouilly فرانسه که در مسیر وهران بود با «نیروی H» بریتانیا مواجه شد و به سوی رزم‌ناو هود رفت، اما ناوهای سبک اچ‌ام‌اس آرثوسا و اچ‌ام‌اس انترپرایز به ترتیب از فاصلهٔ ۱۱ و ۱۶ کیلومتری به این ناوچه شلیک کردند و رزم‌ناو هود هم چندین بمب به سوی آن پرتاب کرد. ناوچهٔ فرانسوی چند بمب شلیک کرد و سپس از سوی اچ‌ام‌اس انترپرایز مورد اصابت قرار گرفت. روز بعد، اچ‌ام‌اس پاندورای بریتانیا در آب‌های نزدیک الجزیره با این ناوچه روبه‌رو شد، آن را با یک ناو اشتباه گرفت و غرقش کرد. نیروی هوایی فرانسه دست به حملات تلافی‌جویانه علیه جبل‌الطارق زد از جمله یک حملهٔ شبانه در ۵ ژوئیه که البته بسیاری از بمب‌ها در آب فرود آمدند.

### حملات ۸ ژوئیه
بریتانیا باور داشت که آسیب‌های وارده به نبردناوهای دانکرک و پروانس به قدر کافی جدی نیست و صبح روز ۸ ژوئیه، در عملیاتی به نام «عملیات اهرم»، دوباره با یک هواگرد سوردفیش از ناو هواپیمابر آرک رویال به مرس‌الکبیر حمله کرد. یک اژدر به شناور گشتی Terre-Neuve اصابت کرد که به موازات نبردناو دانکرک لنگر انداخته و پر از خرج عمقی (بمب زیرآبی) بود. این شناور گشتی به‌سرعت غرق شد و بمب‌های زیرآبی آن منفجر شدند که خسارات جدی به دانکرک وارد کرد. یک حملهٔ دیگر هم در ۸ ژوئیه توسط هواپیمایی از ناو هواپیمابر اچ‌ام‌اس هرمس، علیه نبردناو ریشیلیو در داکار انجام شد و خسارت جدی به آن وارد ساخت.